# Чарна-Весь (Великопольське воєводство)
Чарна-Весь (пол. Czarna Wieś, нім. Schwarzhauland) — село в Польщі, у гміні Ґродзиськ-Велькопольський Ґродзиського повіту Великопольського воєводства.
Населення — 187 осіб (2011).
У 1975-1998 роках село належало до Познанського воєводства.

## Демографія
Демографічна структура станом на 31 березня 2011 року:
|          | Загалом | Допрацездатний вік | Працездатний вік | Постпрацездатний вік |
| -------- | ------- | ------------------ | ---------------- | -------------------- |
| Чоловіки | 100     | 25                 | 70               | 5                    |
| Жінки    | 87      | 21                 | 49               | 17                   |
| Разом    | 187     | 46                 | 119              | 22                   |